# Santa Cristina Valgardena
Santa Cristina Valgardena, németül: St. Christina in Gröden, ladin nyelven Santa Cristina Gherdëina, település Olaszországban, Bolzano autonóm megyében. Lakosainak száma 1982 fő (2023. január 1.). Santa Cristina Valgardena Castelrotto, Villnöß, Ortisei, San Martino in Badia, Selva di Val Gardena és Campitello di Fassa községekkel határos.

## Népesség
A település népességének változása:
| Lakosok száma | 1927 | 1961 | 1956 | 1982 |
|               | 2013 | 2017 | 2018 | 2023 |